# 鲁德诺戈尔斯克
鲁德诺戈尔斯克（羅馬化：Rudnogorsk）是俄罗斯伊尔库茨克州的工人村（市级镇），属下伊利姆斯克区，在区行政中心热列兹诺戈尔斯克-伊利姆斯基及州府伊尔库茨克北偏西方。设有同名铁路车站，连接赫列布托瓦亚与乌斯季伊利姆斯克。
该地2021年人口有2,932人；2010年人口3,620；2002年人口4,559；1989年人口5,852。